# Théogène Turatsinze
Théogène Turatsinze (nascut "a la part nord" de Ruanda c.1970, assassinat entre l'11 i 15 d'octubre de 2012 a Moçambic) va ser un empresari ruandès.
Després d'estudis de postgrau al seu país d'origen, es va traslladar a Moçambic, "on va treballar durant alguns anys" i després va completar els seus estudis amb un màster a la Universitat Catòlica Australiana a Sydney. Va retornar a Ruanda, i es va convertir en gerent del Banc Ruandès de Desenvolupament (BRD) en 2005. Va ser acomiadat d'aquest càrrec el 2007 per haver "desobeït una ordre del Ministeri d'Hisenda de declarar la fallida del BRD". En aquest moment, hi va haver acusacions de que els membres del Front Patriòtic Ruandès s'havien estat apropiant dels fons del Banc. Es va traslladar un altre cop a Moçambic, on va servir com a vicerector de la Universitat Catòlica de São Tomãs de Moçambic fins a la seva mort.
Va desaparèixer el dia 11 o 12 d'octubre de 2012, a Maputo. Els eu cos va ser trobat el dia 15, lligat i "flotant a la mar". La policia a Moçambic "va indicar inicialment la participació del govern ruandès en matar", però després va retirar l'acusació. Es creu que Turatsinze "tenia accés a una informació financera políticament sensible relacionada amb determinats governs de Ruanda", relacionada amb els fons del Banc de Desenvolupament. El seu assassinat, que ha quedat sense resoldre, va ser descrit com a part d'una "història de morts misterioses" d'opositors del govern de Paul Kagame a Ruanda. El diari The Zimbabwean el va relacionar amb la mort de Seth Sendashonga (un oponent polític d'alt nivell assassinat a Kenya el 1998), Jean-Léonard Rugambage (periodista assassinat a Kigali el 2010), i Charles Ingabire (periodista assassinat a Uganda el 2011); també va esmentar Faustin Kayumba Nyamwasa, antic membre de la intel·ligència ruandesa que va sobreviure a l'intent d'assassinat de 2010. De manera similar, el britànic Channel 4 News lligava la mort de Turatsinze a les altres esmenades, així com la del polític André Kagwa Rwisereka, assassinat en 2010, assenyalant les "al·legacions de la implicació del govern de Ruanda".